# Dekanat Buda-Centrum
Dekanat Buda-Centrum – jeden z 16 dekanatów rzymskokatolickiej archidiecezji ostrzyhomsko-budapeszteńskiej na Węgrzech. 
Według stanu na kwiecień 2018 w skład dekanatu Buda-Centrum wchodziło 9 parafii rzymskokatolickich. 

## Lista parafii
W skład dekanatu Buda-Centrum wchodzą następujące parafie:
1. Parafia Świętych Węgierskich w Budapeszcie
2. Parafia Wszystkich Świętych w Budapeszcie-Farkasrét
3. Parafia Świętego Anioła w Budapeszcie-Gazdagrét
4. Parafia św. Gerarda Sagredo w Budapeszcie-Kelenföld
5. Parafia Najświętszej Maryi Panny w Budapeszcie-Krisztinaváros
6. Parafia św. Wojciecha w Budapeszcie-Lágymányos
7. Parafia św. Emeryka w Budapeszcie-Szentimrevár
8. Parafia św. Katarzyny Aleksandryjskiej w Budapeszcie-Taban
9. Parafia Wniebowzięcia Najświętszej Maryi Panny w Budapeszcie